# Jacobo de Ulma Griesinger
Jacobo de Ulm Griesinger, en italiano Giacomo Griesinger da Ulma  (Ulm, Baden-Württemberg, Alemania, 1407 - Bolonia, Italia, 11 de octubre de 1491), fue un pintor de vitrales, fraile dominico. Es venerado como beato por la Iglesia católica.

## Biografía
Jacobo de Ulm Griesginger había nacido en Ulm, hijo de un vidriero; aprendió el oficio, especialmente la pintura sobre vidrio. Al cumplir los 25 años fue en peregrinación a Roma; para ganar dinero, se alistó como militar mercenario en Nápoles y, decepcionado del comportamiento de sus compañeros, fue sirviente de un abogado en Capua y, de regreso con los mercenarios al servicio del duque de Milán, se detuvo en Bolonia. Visitó la Basílica de Santo Domingo, donde está la tumba de Santo Domingo de Guzmán y se sintió atraído por la vida religiosa. Quiso ingresar a la Orden de Santo Domingo, pero era casi analfabeto; en 1441 se hizo hermano lego en el convento dominico de Bolonia. Se dedicó a la oración y a la penitencia, llevando una vida humilde y servicial hasta morir.
Dotado de gran talento artístico, fue un maestro en el arte del vitral y trabajó pintando vitrales para diversas iglesias boloñesas. Se conservan uno de los grandes vitrales de la Capilla de los Notarios de San Petronio de Bolonia y uno en la capilla del palacio Bentivoglio. Tuvo como discípulo a Ambrosino da Tormoli, con quien trabajó tres años y quien escribió después una vida de Giesenberg, publicada en 1501.
Una leyenda dice que un día, mientras vigilaba la cocción de algunos cristales pintados, el prior le hizo un encargo; el beato no dijo nada y se fue a cumplir lo que se le mandaba. Al volver, en vez de encontrar los cristales quemados, como era de esperar, los encontró cocidos y en su punto justo.

## Veneración
León XII confirmó el culto que se le rendía el 3 de agosto de 1825. Sus reliquias están en una urna en el altar de la capilla del Sagrado Corazón de la basílica de Santo Domingo de Bolonia.